# Black Session
Black Session foi um álbum gravado por Yann Tiersen e lançado em 1998. Contém 16 músicas composta por vários instrumentos. Sendo da família do sopro, das cordas, das madeiras e do metal.

## Faixas
Todas as canções foram compostas por Yann Tiersen, exceto onde indicado.
1. "Sur le fil" - 3:07
2. "Geronimo" (Neil Hannon) - 1:56 (cantada por Neil Hannon)
3. "Life on Mars" (David Bowie) – 3:09 (cantada por Neil Hannon)
4. "La Rupture" - 2:44 (cantada por Claire Pichet)
5. "Monochrome" - 3:29 (cantada por Dominique A)
6. "Les Bras de mer" (Dominique A) - 3:07 (cantada por Dominique A)
7. "Roma amor" (The Married Monk) - 4:00 (cantada por Christian Quermalet)
8. "Tout est calme" - 3:27 (cantada por Yann Tiersen)
9. "À ton étoile" (Bertrand Cantat/Noir Désir) - 3:46 (cantada por Bertrand Cantat)
10. "La Crise" - 2:35 (cantada por Claire Pichet)
11. "Les Forges" (Dominique A) - 4:01 (cantada por Françoiz Breut)
12. "La Noyée" - 2:26
13. "Ginette" (Christian Olivier/Les Têtes Raides) - 4:49 (cantada por Christian Olivier)
14. "La Terrasse" - 3:40 (cantada por Yann Tiersen)
15. "Bon voyage" (Mathieu Boogaerts) - 2:25 (cantada por Mathieu Boogaerts)
16. "Le Quartier" - 2:17